# Zoltai Lajos
Zoltai Lajos, születési és 1901-ig használt nevén Bőr Lajos (Földes, 1861. július 16. – Debrecen, 1939. augusztus 30.) magyar helytörténész, muzeológus és etnográfus; Debrecen múltjának kutatója.

## Életpálya
Bőr Zsuzsanna fia. Hajdúnánáson, majd a Debreceni Református Kollégiumban tanult, ahol lelkészi diplomát szerzett. 1887-től Debrecen város segédlevéltárosaként dolgozott, amely munka mellett hírlapíróként is tevékenykedett: 1897-től a Debreczeni Ellenőr, majd 1897-től 1899-ig a Debreczeni Reggeli Újság szerkesztője volt.
Harcolt a városi múzeum megalapításáért, aminek aztán 1905-től 1929-ig, nyugalomba vonulásáig vezetője volt. Nagy múzeumfejlesztő érdemei közül kiemelkedik a múzeum gyűjteményének gyarapodása 1920-ban, mivel az ő személyes közbenjárásának volt köszönhető Déri Frigyes (1852-1924) bécsi selyemgyáros hatalmas kollekciójának (iparművészeti, művészeti, népművészeti, kelet-ázsiai és numizmatikai anyagok) adománya, illetve ugyanebben az évben sor is került új múzeumi épület létesítésére. A debreceni múzeum nagylelkű adományozója tiszteletére felvette a Déri Múzeum nevet.
Zoltai számos tanulmányt írt Debrecen történetéről és a város környékén több régészeti ásatást vezetett. Debreceni feltárásai között szerepel:
- 1906-ban Haláp városrészben az akkor még önálló település, 13. századi kis templomának romjai,
- 1911-ben Monostor városrészben a 12. század második felében épült, az akkor még önálló település templomának (monasterium) alapfalai,
- 1912-ben Macs városrészben az akkor még önálló település temploma,
- 1923-ban Nagycsere városrészben az akkor még önálló település temploma.

Döntően írói munkássága mellett rajzokat és festményeket is készített.
Második feleségével, Tóth Máriával közös sírhelyen nyugszik, a debreceni Nagyerdei temetőben (Dísz jobb 3-13.).

## Fontosabb művei
- A tiszántúli ev. református egyházkerület térképe. Debreczen, 1889.
- Ösmertetés a népszámlálásról Debreczen városában. Debreczen, 1900.
- Birtokmegoszlás Debreczenben. Budapest, 1900.
- Vidékiek beköltözése Debreczenbe 1564-1640 között. Debreczen, 1902.
- Debreczen 200 év előtt: gazdaságtörténelmi adatok (Különlenyomat a Magyar Gazdaságtörténelmi Szemle 9. évfolyamának 1. számából). Budapest, 1902.
- Debreczen és a szatmári béke: adalékok Debreczennek a Rákóczi-szabadságharcz korabeli történetéhez. Debreczen, 1903.
- Debreczen és vidékének urai az Árpád-kor végén és az Anjou-korban 1200-1400 közt (történelmi térképpel), Debrecen, 1904.[10]
- Debreczen: közgazdasági adatok. Budapest, 1904.
- A debreczeni tisztviselők önsegélyző egyesületének 25 éves története. Debreczen, 1905.
- A Csáthy-féle debreczeni könyvkereskedő és könyvkiadó czég 100 éves története. Debreczen, 1905.
- Debreczen a török uralom végén : a város háztartása, 1662-1692. (Különlenyomat a Magyar Gazdaságtörténelmi Szemle több számából: 10. évf. 7., 8., és 11. évf. 1., 2. és 3. szám). Budapest, 1905.
- Jelentés Méliusz Péter sírja kereséséről. Debreczen, 1907.
- A Hortobágy: a legnagyobb magyar puszta ismertető leírása (térképpel és 23 szövegképpel), Debrecen, 1911.[11]
- A Tiszántúli Református Egyházkerület Térképe. Budapest, 1912.
- Települések. Egyházas és egyházatlan falvak Debrecen város mai határa és külső birtokai területén a XI-XV. századokban. Debrecen, 1925.[12]
- Képek a debreceni régi családi életből. Debrecen, 1934.
- Debrecen város könyvnyomdájának XVIII. századbeli müködése, termékei. Debrecen, 1934.
- Debrecen vizei. Debrecen, 1935.
- Ismeretlen részletek Debrecen múltjából. Debrecen, 1936.
- Ötvösök és ötvösművek Debrecenben: adalékok a debreceni ötvösség történetéhez. Debrecen, 1937.
- A debreceni viselet a XVI–XVIII. században. Debrecen, 1938.